# Marjane Satrapi
Marjane Satrapi (in persiano مرجان ساتراپی‎, Marjān Sātrāpi, mær'd͡ʒɒːn sɒːtrɒː'piː; Rasht, 22 novembre 1969) è una fumettista, regista, sceneggiatrice e illustratrice iraniana naturalizzata francese.
Il suo nome è normalmente latinizzato come Marjane in ossequio all'ortografia francese.

## Biografia

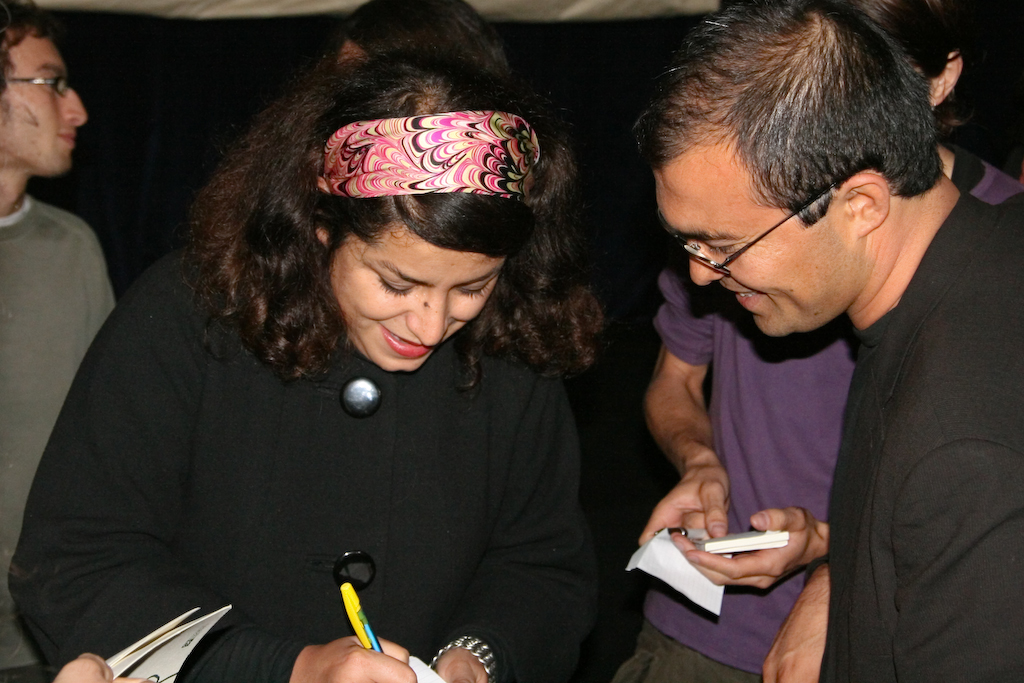
Marjane Satrapi (2007)

Marjane Satrapi è nata il 23 novembre 1969 in una famiglia di Teheran vicina agli ideali comunisti, da mamma Tadji e papà Ebi. Da bambina, vive la crescente restrizione delle libertà individuali. In Iran è testimone del travagliato processo che porterà l'ordinamento dell'Iran da monarchia a repubblica teocratica, passando per la rivoluzione islamica e gli inizi della guerra tra Iran e Iraq.
Nel 1983 i genitori di Marjane, allora quattordicenne, decidono di mandarla a Vienna, in Austria, allo scopo di tenerla lontana da un regime divenuto sempre più oppressivo, in particolare verso le donne. Secondo quanto narrato nell'autobiografia a fumetti Persepolis, pubblicata in Italia da Edizioni Lizard in 4 volumi, e in seguito da Sperling & Kupfer e dal Gruppo Editoriale L'Espresso (nella collana I classici di Repubblica serie oro), Satrapi trascorre nella capitale austriaca gli anni dell'adolescenza (scuole superiori, iscrivendosi poi alla facoltà di tecnologia che di fatto non frequentò mai), tornando poi, dopo un periodo difficile in cui visse anche come senzatetto, in Iran per frequentare l'università. Lì conosce un ragazzo di nome Reza, con il quale si sposerà; il matrimonio però non dura a lungo, e dopo il divorzio Satrapi si trasferisce in Francia nel 1994, all'età di 25 anni. Oggi vive a Parigi, dove lavora come illustratrice ed autrice di libri per bambini. La carriera di Satrapi parte dall'incontro con David B., un fumettista francese, del quale ha adottato lo stile, soprattutto nelle sue prime opere.
Satrapi ha acquisito fama mondiale grazie alla serie Persepolis, romanzo a fumetti autobiografico elogiato dalla critica, nel quale descrive la sua infanzia in Iran e la sua adolescenza in Europa attraverso una serie di episodi di vita quotidiana. È stata candidata al premio per il miglior albo al Festival international de la bande dessinée d'Angoulême del 2004 per il suo Broderies (in Italia Taglia e cuci), pubblicato l'anno precedente. Nel 2005 ha ottenuto il Premio per il miglior album per Pollo alle prugne.

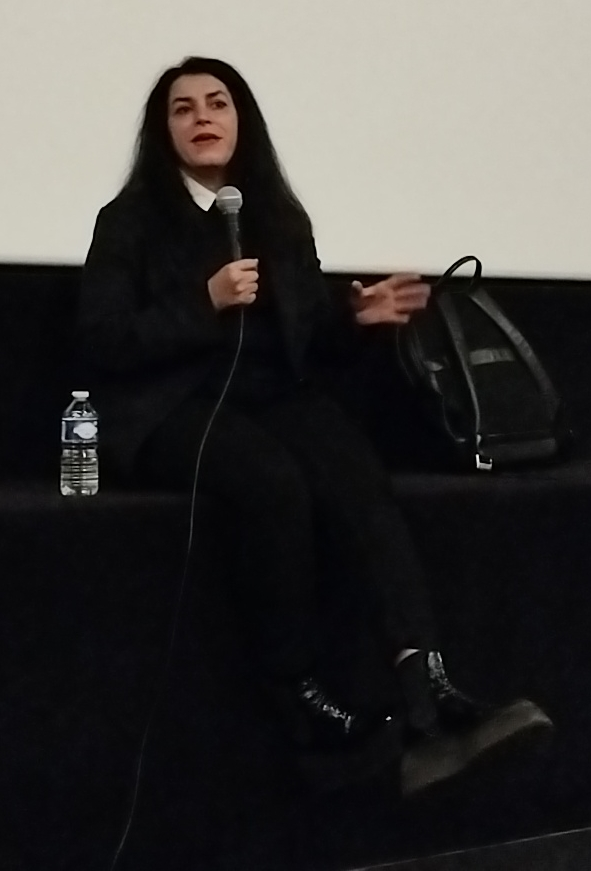
Marjane Satrapi nel 2022

Attualmente cura per il The New York Times una colonna illustrata, pubblicata nella sezione Op-Ed del giornale con frequenza apparentemente irregolare. Nel 2006 la Sony Pictures Classics ha trasformato Persepolis in un film d'animazione, la cui diffusione è iniziata nel 2007. Scritto e diretto da Vincent Paronnaud assieme alla stessa Satrapi, la pellicola annovera tra le sue voci quelle di Chiara Mastroianni, Catherine Deneuve, Danielle Darrieux, e Simon Abkarian.
Il film è uscito nelle sale italiane il 29 febbraio 2008, distribuito da BIM Distribuzione, con un adattamento in italiano che vanta Paola Cortellesi, Licia Maglietta e Sergio Castellitto tra i doppiatori.
I due nel 2011 firmano la trasposizione filmica di un'altra sua opera a fumetti, Pollo alle prugne, stavolta in live action, presentata in anteprima alla 68ª Mostra internazionale d'arte cinematografica di Venezia.

## Opere
Marjane Satrapi ha principalmente realizzato libri, in particolare album di fumetti o libri illustrati. Ha anche investito, in maniera più o meno approfondita, nei campi del cinema e della canzone.

### Pubblicazioni
- Persepolis, éd. L'Association, Paris
  - Tome 1, 2000 ISBN 2-84414-058-0 (Milano, Rizzoli Lizard, 2002 ISBN 978-88-87715-99-6)
  - Tome 2, 2001 ISBN 2-84414-079-3 (Milano, Rizzoli Lizard, 2002 ISBN 978-88-88545-00-4)
  - Tome 3, 2002 ISBN 2-84414-104-8 (Milano, Rizzoli Lizard, 2003 ISBN 978-88-88545-03-5)
  - Tome 4, 2003 ISBN 2-84414-137-4 (Milano, Rizzoli Lizard, 2003 ISBN 978-88-88545-20-2)
  - Monovolume, 2007 ISBN 978-2-84414-240-5 (Milano, Rizzoli Lizard, 2007 ISBN 978-88-6167-099-0 / 2009 ISBN 978-88-17-03477-7)
  - in due volumi, Milano, Sperling & Kupfer, 2004 ISBN 978-88-200-3606-5 e ISBN 978-88-200-3728-4
- Sagesse et malices de la Perse con Lila Ibrahim-Ouali e Bahman Namwar-Motlag, éd. Albin Michel, Paris, 2001
- Les Monstres n'aiment pas la lune, Paris, éd. Nathan, 2001
- Ulysse au pays des fous con Jean-Pierre Duffour, Paris, éd. Nathan, 2001
- Ajdar, éd. Nathan, Paris, 2002 (Milano, Arnoldo Mondadori Editore, 2003 ISBN 978-88-04-51852-5)
- Broderies, éd. L'Association, Paris, 2003 ISBN 2-84414-095-5 (Milano, Lizard, 2003 ISBN 978-88-88545-19-6 / 2009 ISBN 978-88-17-02919-3)
- Poulet aux prunes, éd. L'Association, Paris, 2004 ISBN 2-84414-159-5 (Milano, Sperling & Kupfer, 2005 ISBN 978-88-200-3970-7 / 2009 ISBN 978-88-200-4787-0)
- Le Soupir, éd. Bréal Jeunesse, Rosny-sous-Bois, 2004
- Il velo di Maia. Marjane Satrapi o dell'ironia dell'Iran, Milano, Rizzoli Lizard, 2003 ISBN 978-88-88545-24-0
- Donna, vita, libertà, Milano, Rizzoli, 2023, ISBN 978-88-1718-348-2

### Regista
- Persepolis (con Vincent Paronnaud) (2007)
- Pollo alle prugne (con Vincent Paronnaud) (2011)
- La Bande des Jotas (2012)
- The Voices (2014)
- Radioactive (2019)

### Attrice
- Les Beaux Gosses, di Riad Sattouf, 2009: la commessa del negozio di musica.

### Autrice
- 2009: co-scrittura del titolo Poney Rose con Philippe Katerine, per l'album Glamour à mort di Arielle Dombasle.